# Lijst van voetbalinterlands Congo-Brazzaville - Guinee-Bissau
Deze lijst van voetbalinterlands is een overzicht van alle officiële voetbalwedstrijden tussen de nationale teams van Congo-Brazzaville en Guinee-Bissau. De landen hebben tot op heden vier keer tegen elkaar gespeeld. De eerste ontmoeting, een kwalificatiewedstrijd voor de Afrika Cup 2017, werd gespeeld in Bissau op 5 september 2015. Het laatste duel, een kwalificatiewedstrijd voor de Afrika Cup 2021, vond plaats op 30 maart 2021 in Bissau.

## Wedstrijden
| № | Plaats      | Datum            | Competitie                   | Wedstrijd                         | Uitslag |
| - | ----------- | ---------------- | ---------------------------- | --------------------------------- | ------- |
| 1 | Bissau      | 5 september 2015 | Afrika Cup 2017 kwalificatie | Guinee-Bissau − Congo-Brazzaville | 2 − 4   |
| 2 | Brazzaville | 4 september 2016 | Afrika Cup 2017 kwalificatie | Congo-Brazzaville − Guinee-Bissau | 1 − 0   |
| 3 | Brazzaville | 17 november 2019 | Afrika Cup 2021 kwalificatie | Congo-Brazzaville − Guinee-Bissau | 3 − 0   |
| 4 | Bissau      | 30 maart 2021    | Afrika Cup 2021 kwalificatie | Guinee-Bissau − Congo-Brazzaville | 3 − 0   |

## Samenvatting
| Competitie              | Totaal gespeeld | Winst Congo-Brazz. | Gelijk | Winst Guinee-Bissau | Doelsaldo Congo-Brazz. – Guinee-Bissau |
| ----------------------- | --------------- | ------------------ | ------ | ------------------- | -------------------------------------- |
| Afrika Cup-kwalificatie | 4               | 3                  | 0      | 1                   | 8 − 5                                  |
| Totaal                  | 4               | 3                  | 0      | 1                   | 8 − 5                                  |

Wedstrijden bepaald door strafschoppen worden, in lijn met de FIFA, als een gelijkspel gerekend.
FCF · 
Vrouwenelftal van Congo-Brazzaville
1960–1969 ·
1970–1979 ·
1980–1989 ·
1990–1999 ·
2000–2009 ·
2010–2019 ·
2020−2029
1960 ·
1961 ·
1962 ·
1963 ·
1964 · 
1965 ·
1966 · 
1967 ·
1968 · 
1969 ·
1970 · 
1971 ·
1972 · 
1973 ·
1974 · 
1975 · 
1976 ·
1977 · 
1978 ·
1979 ·
1979 · 
1980 ·
1980 · 
1981 ·
1982 ·
1983 ·
1984 · 
1985 ·
1986 · 
1987 ·
1988 · 
1989 ·
1990 · 
1991 ·
1992 · 
1993 ·
1994 · 
1995 ·
1996 · 
1997 ·
1998 · 
1999 ·
2000 · 
2001 ·
2002 · 
2003 ·
2004 · 
2005 · 
2006 ·
2007 · 
2008 ·
2009 · 
2010 · 
2011 ·
2012 · 
2013 · 
2014 ·
2015 ·
2016 ·
2017 ·
2018 ·
2019 ·
2020 ·
2021 ·
2022 ·
2023
Algerije ·
Angola ·
Benin ·
Burkina Faso ·
Burundi ·
Canada ·
Centraal-Afrikaanse Republiek ·
Congo-Kinshasa ·
Egypte ·
Equatoriaal-Guinea ·
Ethiopië ·
Gabon ·
Gambia ·
Ghana ·
Guinee ·
Guinee-Bissau ·
Ivoorkust ·
Kaapverdië ·
Kameroen ·
Kenia ·
Liberia ·
Libië ·
Madagaskar ·
Malawi ·
Mali ·
Marokko ·
Mauritanië ·
Mauritius ·
Mozambique ·
Namibië ·
Niger ·
Nigeria ·
Noord-Korea ·
Oeganda ·
Rwanda ·
Sao Tomé en Principe ·
Saoedi-Arabië ·
Senegal ·
Sierra Leone ·
Soedan ·
Swaziland ·
Tanzania ·
Thailand ·
Togo ·
Tsjaad ·
Tunesië ·
Zambia ·
Zimbabwe ·
Zuid-Afrika ·
Zuid-Soedan
FFGB · 
Guinee-Bissaus vrouwenelftal
Interlands
Tegenstander:
Algerije ·
Angola ·
Benin ·
Botswana ·
Burkina Faso ·
Centraal-Afrikaanse Republiek ·
Congo-Brazzaville ·
Djibouti ·
Egypte ·
Equatoriaal-Guinea ·
Ethiopië ·
Gabon ·
Gambia ·
Ghana ·
Guinee ·
Ivoorkust ·
Kaapverdië ·
Kameroen ·
Kenia ·
Liberia ·
Mali ·
Marokko ·
Mauritanië ·
Mozambique ·
Namibië ·
Nigeria ·
Oeganda ·
Sao Tomé en Principe ·
Senegal ·
Sierra Leone ·
Soedan ·
Swaziland ·
Togo ·
Zambia ·
Zuid-Afrika